# Rubiataba
Rubiataba este un oraș în Goiás (GO), Brazilia.